# Карекези, Оливье
Оливье Карекези Филс (руанда Olivier Karekezi Fils; 25 мая 1983, Кигали, Руанда) — руандийский футболист, нападающий. Выступал за сборную Руанды.

## Биография

### Клубная карьера
Начал карьеру в 1999 году в клубе АПР из Кигали. В 2004 стал лучшим бомбардиром чемпионата Руанды, забив 14 мячей, также как и Абед Муленда. В команде провёл около пяти лет. С 2005 года по 2007 год выступал за шведский «Хельсингборг». В 2006 команда заняла 4-е место в Аллсвенскане, Карекези в этом сезоне забил 11 мячей, став лучшим бомбардиром своей команды. В первый отборочном раунде Кубка УЕФА 2007/08 он забил по одному голу в двух матчах против эстонской «Нарвы-Транс» (9:0 по сумме двух матчей). В групповом раунде Карекези сыграл всего 1 матч, против венской «Аустрии» (3:0), в этом матче он вышел лишь на 89 минуте вместо Разака Омотойосси. В 2006 вместе с командой также стал обладателям Кубка Швеции, в финале «Хельсингборг» обыграл «Ефле» (0:2). Всего за Хельсингборг в чемпионате Швеции он сыграл 60 матчей и забил 18 мячей.

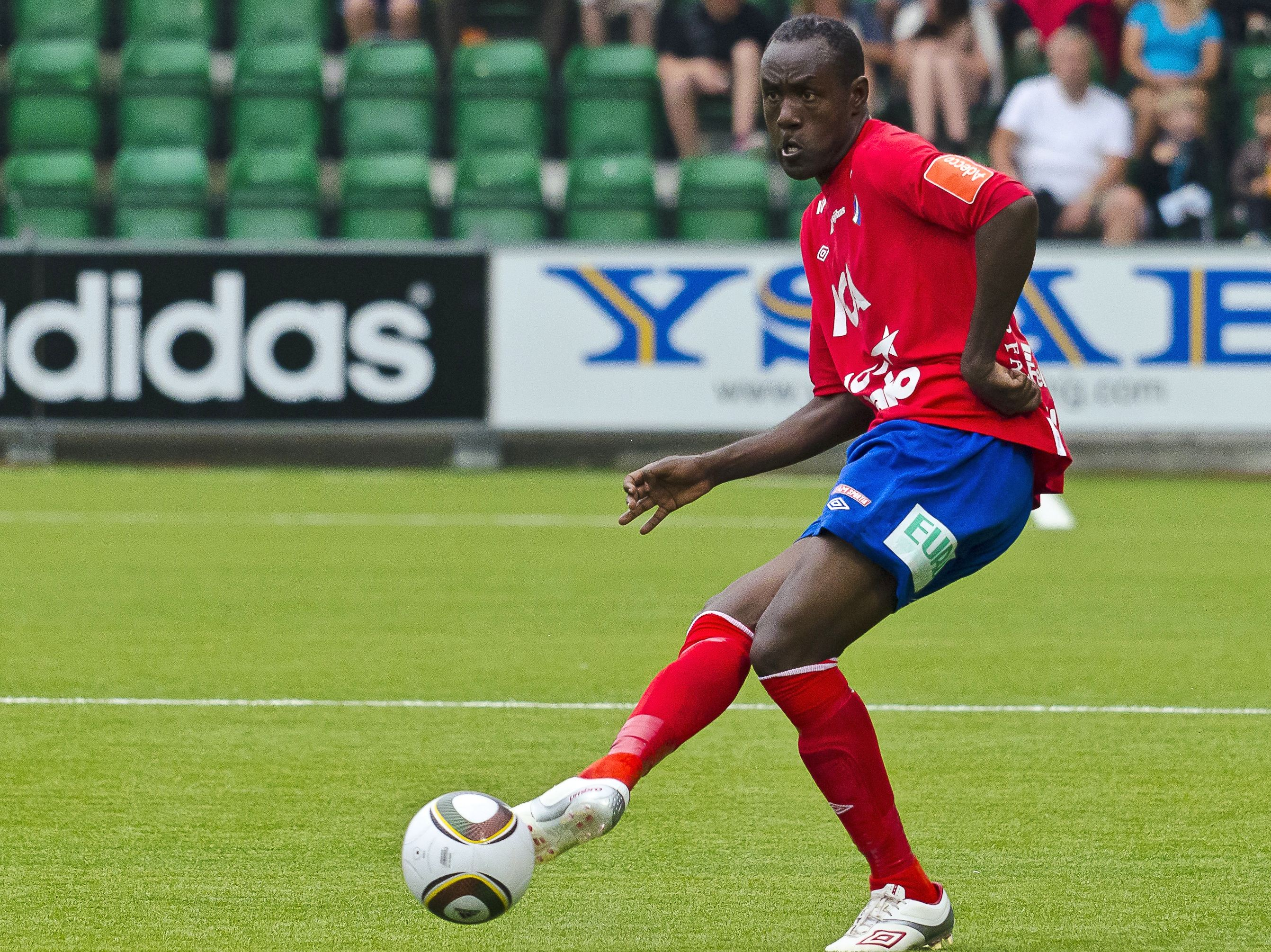
Оливье Карекези в июле 2011

Зимой 2008 года перешёл в норвежский «Хам-Кам» из города Хамар. В 2008 команда заняла последние 14-е место в Типпелиге и вылетела в Адекколигу. В следующем сезоне команду уже во втором по силе дивизионе Норвегии заняла 13-е место из 16 клубов участников и вылетела во Второй дивизион Норвегии. Летом 2009 года мог перейти в египетский «Аль-Ахли» или английский «Ноттингем Форест». Всего за «Хам-Кам» Карекези сыграл 32 матча и забил 6 голов.
В марте 2010 года перешёл в шведский «Эстер», подписав двухлетний контракт. Клуб выступал в Суперэттане. В ноябре 2010 года появилась информация о том, что Карекези может перейти в «Гётеборг». С 2012 года по 2012 год выступал на родине за АПР.
В начале 2013 года перешёл в «Бизертен», который выступал в чемпионате Туниса. Всего в первенстве провёл 7 матчей и забил 1 гол. В январе 2014 года подписал контракт со шведским «Треллеборгом». В команде взял 11 номер. Дебютировал 18 апреля в матче против клуба «Мутала». В составе «Треллеборга» сыграл 15 матчей и забил 4 гола. В январе 2015 года перешёл в клуб «Роо», где завершил карьеру в 2019 году.

### Карьера в сборной
С 2000 года выступает за национальную сборную Руанды. Вместе со сборной Карекези принял участие в Кубке африканских наций 2004 в Тунисе. На турнире он сыграл все 3 матча, Руанда заняла 3-е место, обогнав лишь Демократическую Республику Конго и покинула турнир. В сборной Карекези является капитаном.

## Достижения
- Обладатель Кубка Швеции: 2006